# Rencsinlhümbe járás
Rencsinlhümbe járás (mongol nyelven: Рэнчинлхүмбэ сум) Mongólia Hövszgöl tartományának egyik járása. Területe 3300 km². Népessége kb. 4800 fő.
Székhelye Dzőlön (Зөөлөн), mely 270 km-re fekszik Mörön tartományi székhelytől.